# 서울 국사당 무신도
국사당의 무신도(國師堂의 巫神圖)는 서울특별시 종로구 무악동, 인왕산 국사당에 있는 조선시대 무속신을 그린 그림이다. 1970년 3월 24일 대한민국의 국가민속문화재 제17호로 지정되었다.

## 개요
국사당에 있는 무속신을 그린 그림이다. 국사당은 서울지역에서 가장 오래되고 명성이 높은 조선시대부터 내려오는 굿당이다. 원래의 국사당은 남산 팔각정 자리에 있었으나 1925년 일본인들이 남산에 조선신궁(朝鮮神宮)을 건립하게 되자 해체하여 지금의 자리에 복원한 것이라 한다.
국사당 제당 내 전면에 신상(神像) 10점이 걸려 있고 왼쪽 벽에 5점의 신상이, 오른쪽 벽에 3점의 신상이 있다. 모두 18점의 신상이 걸려 있으며, 신당 양쪽 방에 각각 4ㆍ6점의 신상이 보관되어 있으며, 모두 28점이 민속자료로 지정되어 있다. 그 중 12점은 조선 인조 때의 것으로 추정하고 있으며 16점은 고종 때의 것으로 알려지고 있으나 추정할 뿐이다. 모두 비단 바탕에 채색한 것이다.
전면 오른쪽 벽에 걸린 순서로 살펴보면 다음과 같다. 〈나옹님〉은 가로 63cm, 세로 106cm의 여래좌상 형태 연화좌 위에 앉아 있으며 머리 뒤에는 광배같은 것이 나타나 있다. 고려 공민왕의 왕사(王師)였던 고승이다.
《오주연문장전산고》에도 국사당 무신도의 하나로 언급되어 있다. 〈삼불제석님〉은 가로 57cm, 세로 104cm로 모두 흰색 고깔을 쓰고 있으며 목에 긴 염주를 걸고 있다. 제석은 산신(産神)·수신(壽神)·농신(農神)의 성격을 갖고 있으며, 무속과 불교가 접합된 결과의 하나라고 할 수 있다. 〈무학대사〉는 가로 59cm, 세로 104cm로 머리에 흰 고깔을 쓰고 흰색 도포에 청색과 보라색 끝의 단이 달린 옷을 입고 있으며 양손을 모아 합장하고 있다.
무학대사는 태조 이성계의 스승이다.〈아태조〉는 가로 60cm, 세로 104cm로 이성계의 신상은 위ㆍ아래 두 점이다. 옆에는 가로 32.5cm, 세로 40cm의 이태조 영정이 덧걸려 있다. 오른쪽 태조상은 검은색 수염에 흰색 바탕에 약간 붉은색 무늬가 있는 곤룡포를 입었으며 왼쪽에 있는 또 다른 태조상은 붉은색 곤룡포에 황색 익선관(翼善冠)을 쓰고 있다. 《오주연문장전산고》에서는 공민왕일 가능성도 있다고 하였다.
〈강씨부인〉은 가로 60cm, 세로 104cm로 앞이 막힌 청색 웃옷에 홍치마를 입고 팔을 옷소매에 넣고 앉아있는 모습이다. 《오주연문장전산고》에, 앞서 공민왕상이라면 강씨부인이 아니라 노국공주(魯國公主)일 가능성도 있다.
〈호구아씨〉는 가로 62cm, 세로 100cm 로젊은 여신인 두신(痘神) 곧 천연두(손님, 홍역신)가 신격화된 것으로 아씨의 형상을 하고 있다. 주황색 옷에 쌍학문이 있는 허리띠를 두르고 있다. 이 신상은 1929년에 원본이 소실되어 다시 그린 것이다.
〈최영장군〉은 가로 65cm, 세로 110cm로 최일장군이라고도 부르며, 붉은색 관복에 투구를 쓰고 검은 수염이 나 있으며 오른손에는 청룡언월도를 쥐고 있다. 개성 덕물산의 주신으로 무당이 가장 중시하는 신이다.
〈별상님〉은 가로 57cm, 세로 101cm의 마마신으로 장수의 모습을 나타낸다. 전립에 검은색 군복을 입고 왼쪽 옆구리에 칼을 차고 있다. 군웅대신 또는 최영장군으로 추정되기도 하나 이 신격(神格)은 무당들도 분명히 알지 못한다.
〈산신〉은 가로 60cm, 세로 105cm로 기호노인상(騎虎老人像) 뒤에 선도(仙桃)를 든 동자가 서 있다.
그 밖에 전면 오른쪽 벽면에는 〈민중전〉·〈용궁님〉·〈칠성님〉 등 3점의 신상이, 왼쪽 벽면에는 또 하나의 〈이태조상〉·〈단군님〉·〈신장님〉·〈곽곽선생〉 그리고 끝에 〈창부씨〉가 있다. 〈민중전〉은 가로 72cm, 세로 110cm로 원삼에 족두리 차림과 두 동녀(童女)를 배치한 것은 〈호구아씨상〉과 비슷하다. 〈용궁님〉은 가로 59cm, 세로 102cm로 파도무늬 위에 기룡남신상(騎龍男神像)이 그려져 있다.〈단군님〉은 소액자(32×24cm)에 '단군천신(檀君天神)'이라는 글자가 있다. 〈곽곽선생〉은 가로 57cm, 세로 93cm로 청색 도포를 입었으며 당달봉사님, 곧 맹인상이라고 한다. 역수(易數)에 능했던 중국 동진(東晋)의 곽박(郭璞)의 와음(訛音)으로 보인다. 〈창부씨〉는 가로 57cm, 세로 93cm 무속에서 일종의 광대신으로 하위신에 속하며 예능신으로 보이며 굿에서는 액을 막아주는 신으로 섬겨진다. 흰색바지에 누른색 두루마기를 입고 있다.
국사당의 무신도(巫神圖) 가운데 비단바탕에 채색한 그림들은 수준 높은 그림들이다. 이들 그림은 무속(巫俗)의 복합적이고 풍부한 신 관념을 구상화하여 보여주고 있다는 점에서도 가치가 높다하겠다.

## 같이 보기
- 인왕산 국사당

## 참고 자료
- 서울 국사당 무신도 - 국가유산청 국가유산포털

 본 문서에는 서울특별시에서 지식공유 프로젝트를 통해 퍼블릭 도메인으로 공개한 저작물을 기초로 작성된 내용이 포함되어 있습니다.